# Anseropoda novemradiata
Anseropoda novemradiata är en sjöstjärneart som först beskrevs av Bell 1905.  Anseropoda novemradiata ingår i släktet Anseropoda och familjen Asterinidae. Inga underarter finns listade i Catalogue of Life.